# Hurricane (Virginie-Occidentale)
Pour les articles homonymes, voir Hurricane.
Cette page contient des caractères spéciaux ou non latins. S’ils s’affichent mal (▯, ?, etc.), consultez la page d’aide Unicode.
La ville américaine de Hurricane (en anglais [ˈhɜrɨkɪn]) est située dans le comté de Putnam, dans l’État de Virginie-Occidentale. Lors du recensement de 2010, sa population s’élevait à 6 284 habitants.
La ville doit son nom au ruisseau Hurricane, nommé ainsi lorsque les premiers arpenteurs découvrirent une forêt dévastée par une tornade à proximité. « Hurricane » signifie « ouragan » en français.